# Trenica
Trenica je naseljeno mjesto u općini Novi Travnik, Federacija Bosne i Hercegovine, BiH.
Nalazi se južno od Novog Travnika.

## Povijest
Godine 1947. izgrađena je željeznička pruga Bila – Trenica u duljini od 7,7 km. Od 1. lipnja 1975. promet se u potpunosti obustavlja i ukida.

## Stanovništvo

### 1991.
Nacionalni sastav stanovništva 1991. godine, bio je sljedeći:
ukupno: 475
- Muslimani - 284
- Hrvati - 161
- Srbi - 20
- Jugoslaveni - 4
- ostali, neopredijeljeni i nepoznato - 6

### 2013.
Nacionalni sastav stanovništva 2013. godine, bio je sljedeći:
ukupno: 373
- Bošnjaci - 291
- Hrvati - 81
- ostali, neopredijeljeni i nepoznato - 1